# Jimm
Jimm — багатомовний клієнт для мобільних телефонів, що дозволяє обмінюватися повідомленнями в мережі ICQ та поширюється за ліцензією GNU GPL.
Для роботи програми необхідно, щоб телефон підтримував платформу J2ME (MIDP).

## Системні вимоги для версії 0.5.1
- Підтримка Raw Socket;
- 70 Кб місця в пам'яті телефону;
- 250 Кб динамічної пам'яті.